# Safareig del Camí del Castell (Ribera d'Ondara)
Safareig del Camí del Castell és una obra de Ribera d'Ondara (Segarra) inclosa a l'Inventari del Patrimoni Arquitectònic de Catalunya.

## Descripció
Es tracta d'un safareig situat al costat esquerre de la riba del riu Ondara, sota el camí que va a l'església de Sant Antolí, abans d'arribar a la zona dels molins del poble i proper a una zona d'horts. Aquest se'ns presents obrat a partir d'una estructura de forma rectangular, adossada al mur que sustenta el camí que passa per sobre i al costat dret troben situat les lloses inclinades per rentar la roba.

## Història
Aquest safareig que aprofita les aigües del riu Ondara, era utilitzat per la gent del poble veí de Pomar i actualment és usat pels propietaris de les cases properes.